# Пашковский, Анатолий Игнатьевич
Анато́лий Игна́тьевич Пашко́вский (28 июня 1893 — 4 апреля 1940, Кисловодск, Орджоникидзевский край) — советский профсоюзный деятель, председатель ЦК Профессионального союза работников искусств СССР (1936—1940).

## Биография
Родился 28 июня 1893 года в семье железнодорожного служащего.
Работал на химико-фармацевтической фабрике. В 1914 году был призван в Царскую армию, в 1914—1917 годах — участник Первой мировой войны, был дважды ранен и дважды контужен.
С юных лет увлекался театром. В 1919 году был направлен Саратовским губернским военкоматом на работу в Военный театр. Был избран председателем местного комитета театра, затем — секретарём губернского отдела Всероссийского профессионального союза работников искусств (Всерабиса). Избирался делегатом первого и всех последующих съездов профсоюза работников искусств.
В 1923 году — член правления, председатель Саратовского губернского отдела Всерабиса, в 1924 году — председатель Уральского областного отдела Всерабиса.
В 1925—1927 годах — председатель Северо-Кавказского краевого отдела Всерабиса, член ЦК Всерабиса. В 1927 году вступил в ВКП(б). Избирался членом Ростово-Нахичеванского горсовета 7-го созыва.
В 1927—1932 годах — секретарь, председатель Ленинградского областного отдела Всерабиса, с 1929 года — член президиума ЦК Всерабиса. Избирался членом Ленсовета (1929), член Ленинградского областного совета по делам искусства и литературы (1929). Входил в состав оргбюро Общества советской эстрады (1929).
С 1932 года — секретарь ЦК Всерабиса.
В 1936—1940 годах — председатель ЦК Всерабиса, заведующий отделом ВЦСПС. Был председателем Центральной военно-шефской комиссии Всерабиса, осуществлявшей культурное шефство над РККА. В 1934 году был награждён К. Е. Ворошиловым золотыми часами за «энергичное, деловое руководство шефской работой Союза РАБИС».
В мае 1937 года в газете «Советское искусство» вышла статья «Бездельники из ЦК Рабис» с резкой критикой А. И. Пашковского и руководства Рабиса, в которой указывалось на ошибки в подборе кадров, покрывательстве троцкистов, нарушениях в оплате труда, протекционизме, равнодушии к творческим вопросам советского искусства: 
…в Москве был ликвидирован обком Рабис. ЦК решил сам непосредственно руководить профорганизациями Москвы. Результаты этой «рационализации» сказались очень скоро. Развалена работа месткомов крупнейших театров Москвы, в том числе в ГАБТ, МХАТ, Малом театре, Камерном театре, Театре им. Симонова и др. В состоянии постоянной «аварийности» находятся горкомы художников и композиторов.Я. Воробьёв, «Советское искусство» № 23 17 мая 1937
Также Пашковский был подвергнут критике и на Первом всесоюзном съезде союза работников искусств (1938), в редакционной статье газеты «Правда» за 26 июля 1938 года.
Скончался 4 апреля 1940 года в Кисловодске. На всех крупных станциях по пути в Москву траурный вагон встречали местные делегации. Процедура прощания в Большом зале Центрального дома работников искусств СССР 9 апреля 1940 года длилась в течение всего дня. Похоронен на Новодевичьем кладбище.

### Семья
- мать — Вера Карловна Пашковская (1868—1946)[24];
- жена — Нина Яковлевна Пашковская (1901—1978), актриса Музыкального театра имени К. С. Станиславского и Вл. И. Немировича-Данченко[24][31].